# بوجدان ونتا
بوجدان ونتا (بالألمانية: Bogdan Brunon Wenta) مواليد 19 نوفمبر 1961 في بولندا، هو لاعب كرة يد بولندي ألماني معتزل تحول إلى التدريب بعد الاعتزال. مثل كل من منتخب بولندا لكرة اليد ومنتخب ألمانيا لكرة اليد.

## المسيرة الاحترافية
لعب مع فيبريزج غدانسك من سنة 1978 إلى 1989، ثم انضم إلى نادي بيداسوا لكرة اليد في الدوري الإسباني من سنة 1989 إلى 1992، ثم انضم إلى نادي برشلونة لكرة اليد من سنة 1992 إلى 1995، ثم لعب مع نادي فلنسبورغ هاندفيت لكرة اليد في الدوري الألماني من سنة 1998 إلى 2000.

## سجل المنافسة
شارك في البطولات التالية:
- بطولة أوروبا لكرة اليد للرجال 2012

## الميداليات
| الميدالية | المسابقة                           |
| --------- | ---------------------------------- |
| برونزية   | بطولة أوروبا لكرة اليد للرجال 1998 |

## روابط خارجية
- بوجدان ونتا على موقع الاتحاد الأوروبي لكرة اليد (الإنجليزية)
- بوجدان ونتا على موقع أوليمبيديا (الإنجليزية)